# 명랑한 갱이 지구를 움직인다
《명랑한 갱이 지구를 움직인다》(陽気なギャングが地球を回す, A Cheerful Gang Turns The Earth)는 일본에서 제작된 마에다 테츠 감독의 2006년 코미디, 범죄 영화이다. 이사카 고타로의 소설에 기반을 둔다. 마츠다 쇼타 등이 주연으로 출연하였다.

## 출연

### 주연
- 마츠다 쇼타
- 오오사와 타카오
- 스즈키 쿄카
- 사토 코이치

### 조연
- 후루타 아라타
- 가토 로사
- 키노시타 호우카
- 마츠오 스즈키
- 미츠이시 켄
- 미우라 토모히로
- 나카야마 유이치로
- 오오쿠라 코지
- 오스기 렌
- 사토 사키치
- 시마다 큐사쿠
- 사사이 에이스케
- 이와마츠 료
- 나카무라 야스히
- 오쿠라 쇼우
- 오쿠다 타카시

## 기타
- 원작자: 이사카 코타로